# Kedungsukun
Kedungsukun is een bestuurslaag in het regentschap Tegal van de provincie Midden-Java, Indonesië. Kedungsukun telt 2169 inwoners (volkstelling 2010).